# Хубиев, Назир Ахияевич
Назир Хубиев Ахияевич (30 июня 1934, Верхняя Теберда — 23 июля 2020) — советский, затем российский поэт, народный поэт Карачаево-Черкесской Республики, член Союза писателей СССР.

## Биография
Родился 30 июня 1934 года в ауле Верхняя Теберда, школу окончил в Киргизии. Окончил филологический факультет Карачаево-Черкесского государственного пединститута и Высшие литературные курсы при Литературном институте им. А. М. Горького.
Скончался 23 июля 2020 года.

### Отдельные издания
- Анам. Назмула. Черкесск, 1960.
- Аууш. Назмула бла поэмала. Черкесск, 1964.
- Всадник. Лирические стихи. Ставрополь, 1965.
- Къаяда джазыу. Назмула бла поэмала. Черкесск, 1968.
- Джерни сагъышлары. Назмула. Черкесск, 1970.
- Всадник. Стихи. М.: Молодая гвардия, 1971.
- Джашил дуния. Назмула. Черкесск, 1973.
- Лавина. М.: Современник, 1975.
- Шохлукъну къанатлары. Назмула. Черкесск, 1977.
- Свет вершин. М.: Современник, 1981.
- Джохар терек. Назмула бла поэма. Черкесск, 1982.
- Алкъыш. Стихи (на киргизском). Фрунзе, 1983.
- Джыр джулдузну джандырады. Назмула. Черкесск, 1985.
- Сенокос. Стихи и поэма. М.: Детская литература, 1985.
- Джолла. Эсге тюшюрюуле. Черкесск, 1990.

### В составе сборников
- Таза джюрекден. Фрунзе, 1957.
- Зори Кубани. Сборник писателей Карачаево-Черкесии. Черкесск, 1961.
- Къарачай-малкъар адабиятны антологиясы. Анкара, 2002.
- Антология литературы народов Северного Кавказа. Том 1. Пятигорск, 2003.

## Рецензии на творчество
- Фиксин С. Наш земляк из Теберды. // «Литературный Киргизстан», № 1 196
- Тихонов Н. Большая правда поэзии. // «Комсомольская правда»,12.05.1963.
- Байрамукова Х. Горы зовут. // Дон, № 6 1965.
- Иги поэтле кёб болсунла. // Байрамукъланы Н. Назму бла джазсала… Черкесск, 1968.
- Кулиев К. Назир Хубиев. // «Литературная Россия», 12.12.1969.
- Егорова Л. Сердце друга. // Дороги дру>кбы. Черкесск, 1969.
- Тихонов Н. Новая песня в старых горах. // «Дружба народов» № 6, М., 1971.
- Фиксин С. Лавина. // «Советская Киргизия», 11.02.1976.
- Высоцкий Е. «Поэзия мой отдых и работа». Д,~ «Дружба народов» № 6, 1971.
- Сыны обновленных гор. Методический материал по творчеству. Черкесск, 1974.
- Кулиев К. Певец гордого Карачая. // Свет вершин. М.: Современник, 1981.
- Пименов В. Встречи. // «Октябрь», № 3 1981.
- Капиева Н. Поэт широкого мира. // «Дон», № 1 1983.
- Егорова Л. Свет вершин. // «Ставрополье», № 2 1984.
- Капиева Н. «С Эльбруса я пришел». // Сенокос. Стихи и поэма. М.: Детская литература, 1985.
- Караева А. Народные истоки лирики Назира Хубиева. // Сборник трудов КЧНИИ, Черкесск, 1985.
- Ортабаева Р. О любви, о мужанье, о судьбах земли. Д,7 «Ленинское знамя», 3.04.1987.
- Придиус П. Сын Эльбруса. // «Кубань», № 2 1988,
- Назир Хубиев. // Писатели Карачаево-Черкесии. Буклет. Черкесск, 1991.
- Акбаев А. Певец гор. // «День республики», 1.07.1994.
- Егорова Л. Назир Хубиев. // Литература народов Северного Кавказа. Очерки. Ставрополь, 2004.
- Хубиев Н. Сюймекликни джулдузлары. Тебуланы Шукурну чыгъармаларыны юсюнден. //  Карачаевск.: Карачаево-Черкесский государственный университет им. У.Д. Алиева, 1981.